# Condado de Ontonagon
El condado de Ontonagon (en inglés: Ontonagon County), fundado en 1843, es un condado del estado estadounidense de Míchigan. En el año 2000 tenía una población de 7.818 habitantes con una densidad de población de 2 personas por km². La sede del condado es Ontonagon.

## Geografía
Según la oficina del censo el condado tiene una superficie total de 9689 km² (3740,9 mi²), de los que 3398 km² (1312,0 mi²) son tierra y 6294 km² (2430,1 mi²) (64,95%) son agua. Su costa se encuentra en el lago Superior.

## Condados adyacentes
- Condado de Houghton - este
- Condado de Iron - sureste
- Condado de Gogebic - sur

### Principales carreteras y autopistas
- U.S. Autopista 45
- Carretera estatal 26
- Carretera estatal 28
- Carretera estatal 38
- Carretera estatal 64

### Espacios protegidos
En este condado se encuentran parte del bosque nacional de Ottawa y del parque histórico nacional de Keweenaw.

## Demografía
Según el censo del 2000 la renta per cápita media de los habitantes del condado era de 29.552 dólares y el ingreso medio de una familia era de 36.690 dólares. En el año 2000 los hombres tenían unos ingresos anuales 31.884 dólares frente a los 21.121 dólares que percibían las mujeres. El ingreso por habitante era de 16.695 dólares y alrededor de un 10,40% de la población estaba bajo el umbral de pobreza nacional.

## Lugares

### Villas
- Ontonagon

### Comunidades no incorporadas
- Agate
- Bergland
- Bruce Crossing
- Ewen
- Matchwood
- Paulding en municipio de Haight
- Paynesville
- Trout Creek

### Lugar designado del censo
- White Pine

### Municipios
| - Municipio de Bergland - Municipio de Bohemia - Municipio de Carp Lake | - Municipio de Greenland - Municipio de Haight - Municipio de Interior | - Municipio de Matchwood - Municipio de McMillan - Municipio de Ontonagon | - Municipio de Rockland - Municipio de Stannard |